# Otididae
Otididae este familia taxonomică a dropiilor, ea face parte din ordinul Gruiformes. Familia cuprinde azi puține specii, păsările pot zbura însă trăiesc pe sol. Cele mai multe specii care mai există în prezent trăiesc în Africa și numai două specii în Europa. 

## Descriere
Dropiile au dimensiuni diferite, ca talie mică și foarte mare, toate pot zbură. Corpul lor este bine dezvoltat, au picioarele și gâtul lung, ciocul negru și scurt. Speciile mari pot atinge înălțimea de 1 m și o greutate de 10 kg, în cazuri de excepție 19 kg, fiind cele mai grele păsări zburătoare din lume. Femelele sunt mult mai mici ca masculii. Speciile mai mici au o lungime de 46 cm și greutatea de 450 g. Culoarea penajului este brună sau cenușie cu desne de culoare albă, femele având culori mai puțini vii ca masculii. Păsările zboară rar, speciile mari fiind săptămâni la rând pe sol. Cu toate acestea păsările pot zbura distanțe mari, unele dintre ele fiind păsări migratoare. Intestinul are un apendice dezvoltat, care permite păsărilor să digere plantele bogate în celuloză. 

## Hrănire
Dropiile se hrănesc cu hrană de natură vegetală și animală care diferă după specie anotimp și mediul de trai. Hrana constă din bulbi de plante, fructe, frunze mlădițe tinere, sau animale mici nevertebrate, gândaci, lăcuste, termite, furnici, viermi, păianjeni, scorpioni și melci. Speciile mici consumă și șerpi mici, șopârle, ouă, pui de păsări  și rozătoare mici.